# Julien Lefebvre
Julien Lefebvre est un dramaturge, romancier et metteur en scène français, né le 19 avril 1978 à Rouen.

## Biographie
Il est diplômé du Conservatoire libre du cinéma français (CLCF), à Paris et de l'université de la Sorbonne dans le domaine des Arts du spectacle. En 2007, il met en scène la pièce Le Crépuscule d'une étoile au Studio-Théâtre de Montreuil et au Funambule Montmartre à Paris. La même année, il publie un roman, Le Signe de l'Ogre, qui est adapté en série audio pour Audible avec un plateau prestigieux (Guillaume Lebon, Philippe Valmont, Paul borne, etc.)
Après avoir écrit une trilogie de pièces courtes pour le Festival de Montreuil, il écrit Le Cercle de Whitechapel qui réunit des figures comme Arthur Conan-Doyle, Bram Stoker ou Bernard-Shaw dans une traque de Jack l'éventreur.
La pièce obtient un succès tant public que critique, Christophe Barbier parlant dans l'express "du spectacle le plus jubilatoires de la saison", Philippe Tesson dans le Figaro Magazine d'un "thriller haut de gamme" et de dialogues "d'une qualité littéraire et psychologique ambitieuse et inattendue",. Le Cercle de Whitechapel obtient le prix Sherlock 2018 décerné par la Société Sherlock Holmes de France.
Fort de ce succès, il écrit en 2019 avec Florence Lefebvre Plus haut que le ciel, une comédie qui raconte de manière romancée la construction de la Tour Eiffel. La pièce est créée au théâtre Fontaine dans une mise en scène de Jean-Laurent Silvi et connaît elle aussi le succès. Elle obtient deux nominations pour les Molières 2020 (second rôle féminin et second rôle masculin), Jean Franco remportant la statuette pour cette dernière catégorie.
La création de sa pièce suivante, Les Voyageurs du Crime, a lieu en septembre 2021, au théâtre de La Celle Saint-Cloud avant une création à Paris au théâtre Le Lucernaire le mois suivant. Après un accueil très positif, et une première tournée, la pièce est reprise au théâtre du Splendid en Septembre 2022. Comme pour Le Cercle de Whitechapel, la presse insiste sur "l'exigence" et "le raffinement" du spectacle qui tranche avec l'image volontiers burlesque et extravagante de la comédie policière.
L’heure des assassins est créée en octobre 2023 au théâtre le Lucernaire, dans une mise en scène d'Elie Rapp et Ludovic Laroche. Cette nouvelle pièce policière clôture la trilogie débutée avec Le Cercle de Whitechapel et Les voyageurs du crime. L’accueil de la presse est excellent, et unanime, Télérama loue « un suspense maintenu de bout en bout jusqu’au retournement final », l’Officiel des spectacles « une aisance mystifiante et un art consommé de l’intrigue », la Tribune affirme que cette pièce impose définitivement Julien Lefebvre « comme un as des intrigues qui mêlent réalité et fiction ». Le grand succès public de l’heure des assassins lui vaut d’être repris à la comédie de Paris à partir de Septembre 2024.
Une nouvelle création, les aventuriers de minuit, co-écrite avec Florence Lefebvre, est annoncée pour 2025.

## Œuvres

### Roman
- 2007 : Le Signe de l'Ogre[19], éditions Novelcast

### Théâtre
- 2015 : L'Homme du lac, pièce courte, Théâtre Berthelot de Montreuil
- 2015 : Cul-de-sac : pièce courte, Théâtre Berthelot de Montreuil[20]
- 2017 : Le Cercle de Whitechapel[21], Théâtre Le Lucernaire à Paris, tournée en France, Belgique et Suisse [22]
- 2019 : Plus haut que le ciel, pièce co-écrite avec Florence Lefebvre[23], Théâtre Fontaine à Paris
- 2021 : Les Voyageurs du crime, Théâtre Le Lucernaire, théâtre du Splendid
- 2023 : L'heure des assassins, Théâtre Le Lucernaire, comédie de Paris

## Mise en scène
- 2007 : Le Crépuscule d'une étoile[2] de Vladimir Pronier, théâtre le Funambule Montmartre.

## Récompense
- 2018 : Prix Sherlock de la SSHF (Société Sherlock Holmes de France) pour Le Cercle de Whitechapel [8] - Vainqueur
- 2022 : Prix Polar du meilleur spectacle du Festival Polar de Cognac pour Les Voyageurs du Crime[24] - Nomination